# Mikel Arriola Peñalosa
Mikel Andoni Arriola Peñalosa (Ciudad de México, 25 de septiembre de 1975) es un abogado, politólogo y ex-funcionario público mexicano. Después de formar parte del gabinete ampliado del entonces presidente Enrique Peña Nieto, fue candidato del Partido Revolucionario Institucional (PRI) a jefe de gobierno de la Ciudad de México en 2018. Desde 2021 ha tenido puestos directivos en organizaciones del futbol mexicano, incluyendo la Liga MX y la Federación Mexicana de Fútbol.

## Biografía
Mikel Arriola es licenciado en Derecho por la Universidad Anáhuac del Norte. Tiene una maestría en Políticas Públicas y Administración Pública por la London School of Economics and Political Science de Londres, Inglaterra. Asimismo, cursó otra maestría en Derecho, graduándose por la Universidad de Chicago de los Estados Unidos de América.[cita requerida]
Está casado con Jimena Galindo y ambos tienen un hijo, Santiago Arriola, de 12 años de edad.

## Trayectoria política
Uno de sus primeros cargos fue como servidor público en la gerencia de cumplimiento normativo de la Financiera Rural (antes conocida como Banco Nacional de Crédito Rural o Banrural) donde fue subdirector corporativo para el fortalecimiento de la agricultura, la ganadería y diversas actividades vinculadas con el medio rural.
Fue director general de Planeación de Ingresos en 2005. Más tarde fue jefe de la Unidad de Legislación Tributaria de la Secretaría de Hacienda .[cita requerida]

### COFEPRIS
Fue Comisionado Federal para la Protección contra Riesgos Sanitarios de la Secretaría de Salud (COFEPRIS) (2011-2016). En ese cargo administrativo tuvo la responsabilidad de ejercer diversas atribuciones en materia de control y fomentos sanitarios bajo los términos de la Ley General de Salud.[cita requerida]
Cuando Mikel Arriola trabajó en COFEPRIS, se gestionaron reformas que ampliaron el acceso de la población a más de 30 mil medicamentos genéricos, ayudando a la gente a simplificar la liberación de vacunas, así como la comercialización de más de 152 millones de dosis en todo el territorio nacional. Estas acciones le valieron el reconocimiento de la OMS (Organización Mundial de la Salud).[cita requerida]
Dicho premio de la OMS fue celebrado en Ginebra, Suiza, en la Asamblea Mundial de la Salud donde se otorga un reconocimiento en temas de salud y sus legislaciones. La Asamblea resolvió otorgar dicho premio como Agencia Funcional en materia de vacunas, gracias a la gestión de Mikel Arriola.
Esto implica que tenemos en el país un certificado expedido por la OMS por ser uno de los máximos galardones para una autoridad sanitaria en materia de vacunas. Actualmente 38 países del mundo cuentan con dicho reconocimiento.
Derivado de ello, México consiguió entrar en el Fondo Rotatorio de Naciones Unidas valuado en $6,000 millones de dólares al año.

### Instituto Mexicano del Seguro Social
En 2016 fue director del Instituto Mexicano del Seguro Social (IMSS) donde tuvo a su cargo a más de 450 mil trabajadores. 
Durante su administración se rescató al IMSS de la quiebra técnica al pasar de números rojos a la generación de un superávit de $6,400 mdp al grado de lograr un ahorro de $14,200 mdp para el Sector Salud a nivel Nacional, dejando una institución viable hasta 2020[cita requerida].
Se consolidó[cita requerida] un ambicioso plan de infraestructura para 12 grandes hospitales y 40 clínicas en todo el país, con una inversión de 27 mil millones de pesos. Se erradicó la mayor parte del desabasto de medicamentos para agilizar las citas médicas por vía digital, y mejorar diversos trámites en beneficio de 74 millones de derechohabientes.
También Mikel Arriola participó en la modificación del reglamento de la Ley General de Salud en materia de publicidad para sacar del aire decenas de productos “milagro” que prometían bajar de peso, dando pauta al Modelo de Prevención de Salud contra enfermedades crónico-degenerativas.

### Candidato a jefatura de gobierno de la Ciudad de México
El 7 de diciembre de 2017, Arriola renunció a la dirección general del IMSS.Ese mismo día, el PRI recibió una solicitud del funcionario para registrarse como precandidato a la jefatura de gobierno de la a la Ciudad de México. El 15 de diciembre, quedó registrado como precandidato único del PRI.
El lunes siguiente, dio inicio a su precampaña en la entonces delegación Cuajimalpa. En su discurso, anunció que quitaría las fotomultas de la capital mexicana.A su precampaña se sumaron antiguos jefes delegacionales del Partido de la Revolución Democrática (PRD), incluidos Agustín Torres Pérez, Leticia Robles Colín y Leticia Quezada Contreras.
El 11 de febrero de 2018, Arriola cerró su precampaña con un discurso en el que se pronunció en contra del aborto, de la adopción homoparental y del uso recreativo de la marihuana. Adicionalmente, aseguró que haría una consulta ciudadana sobre el matrimonio igualitario si resultaba victorioso.
El 11 de marzo, Arriola se registró como candidato a la jefatura de gobierno ante el Instituto Electoral de la Ciudad de México (IECM).
Su campaña dio inicio el 30 de marzo en la Plaza de la República. Su lema fue "Tu familia es primero".El aspirante cerró su campaña el 26 de junio en el Palacio de los Deportes. Fue acompañado por el entonces candidato del PRI a la presidencia de México, José Antonio Meade.
Los resultados de las elecciones, que tuvieron lugar el primero de julio, ubicaron a Arriola en tercer lugar, con un 12.8% del voto.

## LigaMX
Siendo designado por la Asamblea General de la Federación Mexicana de Futbol (FMF) Mikel Arriola asumió la presidencia ejecutiva de la Liga MX en diciembre de 2020, liderando una etapa de modernización, internacionalización y fortalecimiento estructural del fútbol profesional en México. 
Bajo su administración, se ha impulsado la colaboración con la Major League Soccer (MLS), consolidando torneos como la Leagues Cup, Campeones Cup y el Partido de Estrellas, con el respaldo de la CONCACAF.
Por medio de la inversión de los Clubes de la LigaMX, a través del programa "Es por la Afición", se ha mejorado la experiencia del espectador mediante inversiones en infraestructura, conectividad y seguridad en los estadios.
En 2024, la Liga MX alcanzó más de 7.79 millones de asistentes, colocándola como la sexta liga con mayor afluencia del mundo.
Otros resultados destacados de su gestión incluyen:
- Aumento del 6.3% en la base de aficionados, alcanzando los 200 millones.
- Audiencia acumulada de 49.2 millones en México y EE. UU.
- Promedio de 2.83 goles por partido en 2024, superando a ligas como LaLiga y Serie A.
- Tiempo efectivo de juego promedio de 58 minutos y 50 segundos, el más alto entre las grandes ligas del mundo.[21]

Arriola ha impulsado también la profesionalización administrativa de los clubes, promoviendo prácticas de control económico y cumplimiento corporativo, consolidando así a la Liga MX como la más sólida de la región, según el ranking de la CONCACAF.

## Gestión en la Federación Mexicana de Futbol (FMF)
El 13 de diciembre de 2024, tras la renuncia de Juan Carlos Rodríguez como Comisionado del Futbol Mexicano, Mikel Arriola fue designado por la Asamblea General de la FMF como Comisionado Presidente. En este rol, se le encomendó liderar las negociaciones con un fondo de inversión y fortalecer el gobierno corporativo de la institución.

## Miembro del Consejo de la CONCACAF
En marzo de 2025, durante el 40º Congreso Ordinario de la CONCACAF celebrado en Santa Lucía, Mikel Arriola fue electo por unanimidad como representante de Norteamérica en el Consejo de la CONCACAF. Su elección refuerza la presencia de México en la toma de decisiones del futbol regional, especialmente en el contexto de la preparación para la Copa Mundial de la FIFA 2026.
￼

### Trayectoria deportiva
Mikel Arriola es jugador de cesta punta a nivel nacional y mundial. Desde los 9 años ha practicado en diversos torneos nacionales y 1991, ya con la idea de tomar en serio ser un profesional, jugó su primer campeonato mundial juvenil, derrotando a la selección francesa y ganando una medalla de plata para el país. Dentro de esta práctica, Arriola fue uno de los principales impulsores para la reapertura del Fronton México que llevaba cerrado 20 años.